# مجتمع أبل
مجتمع أبل (بالإنجليزية: Apple community)‏ عبارة عن مجموعة من الأشخاص المهتمين بشركة أبل ومنتجاتها، والذين يقومون بنقل معلوماتها في وسائل الإعلام المختلفة، تطور هذا الأمر إلى انتشار في مواقع الويب ولكنه امتد أخيرًا أيضًا إلى البودكاست (الصوت والفيديو)